# Línea 109 (Tucumán)
La Línea 109 es una línea de colectivos interurbana operada por General Belgrano S.R.L. Esta conecta la Terminal de Ómnibus de San Miguel de Tucumán con Lomas de Tafí.

## Recorrido

### Ramal Lomas de Tafí[1][2]
Lomas de Tafí, Av. Francisco De Aguirre, Viamonte, Av. Belgrano, Av. Sarmiento, Salta, Jujuy, General Paz, José Ingenieros, Av. Brígido Terán, Estación Terminal De Ómnibus, Av. Brígido Terán, Av. Soldati, Haití, Santiago, Muñecas, Av. Sarmiento, Av. Belgrano, Bulnes, Ramirez De Velazco, Castro Barros, Av. Francisco De Aguirre, Av. Néstor Kirchner, Av. Juan Manuel Raya, Av. Camino del Perú, Av. Raúl Alfonsín, Alicia de Garzón, Av. Juan Manuel Raya.

## Lugares de Interés
- Plaza Urquiza
- Terminal de Ómnibus de San Miguel de Tucumán
- Plaza Yrigoyen
- Parque 9 de Julio
- Teatro Alberdi